# بدیة
 شهرستان بدیه (به عربی: ولاية بدية) یکی از شهرستان‌های منطقه شرقی در کشور پادشاهی عمان است.

## جمعیت
جمعیت آن در حدود ۱۷۷۸۳ هزار نفر می‌باشد.